# Heinrich Campendonk
Heinrich Campendonk (Krefeld, 1889 - Ámsterdam, 1957) fue un pintor, grabador y diseñador alemán-holandés. de vidrieras encuadrado en el expresionismo, miembro entre 1911 y 1912 del movimiento artístico Der Blaue Reiter en Múnich.
Cuando el régimen nazi llegó al poder en 1933 fue uno de artistas modernistas considerados como artistas degenerados  y a los que prohibieron hacer exposiciones. Se trasladó a los Países Bajos donde pasó el resto de su vida trabajando en la Rijksakademie de Ámsterdam, primero como profesor de Arte Decorativo, luego de grabado y pintura de vidrieras y finalmente como director de la Academia. Nunca regresó a Alemania.
Algunos de sus discípulos fueron Willem Hofhuizen (1915-1986), Jaap Min (1914-1987) y Anton Rovers (1921-2003).

## Obra
Algunas de sus vidrieras en Ámsterdam:

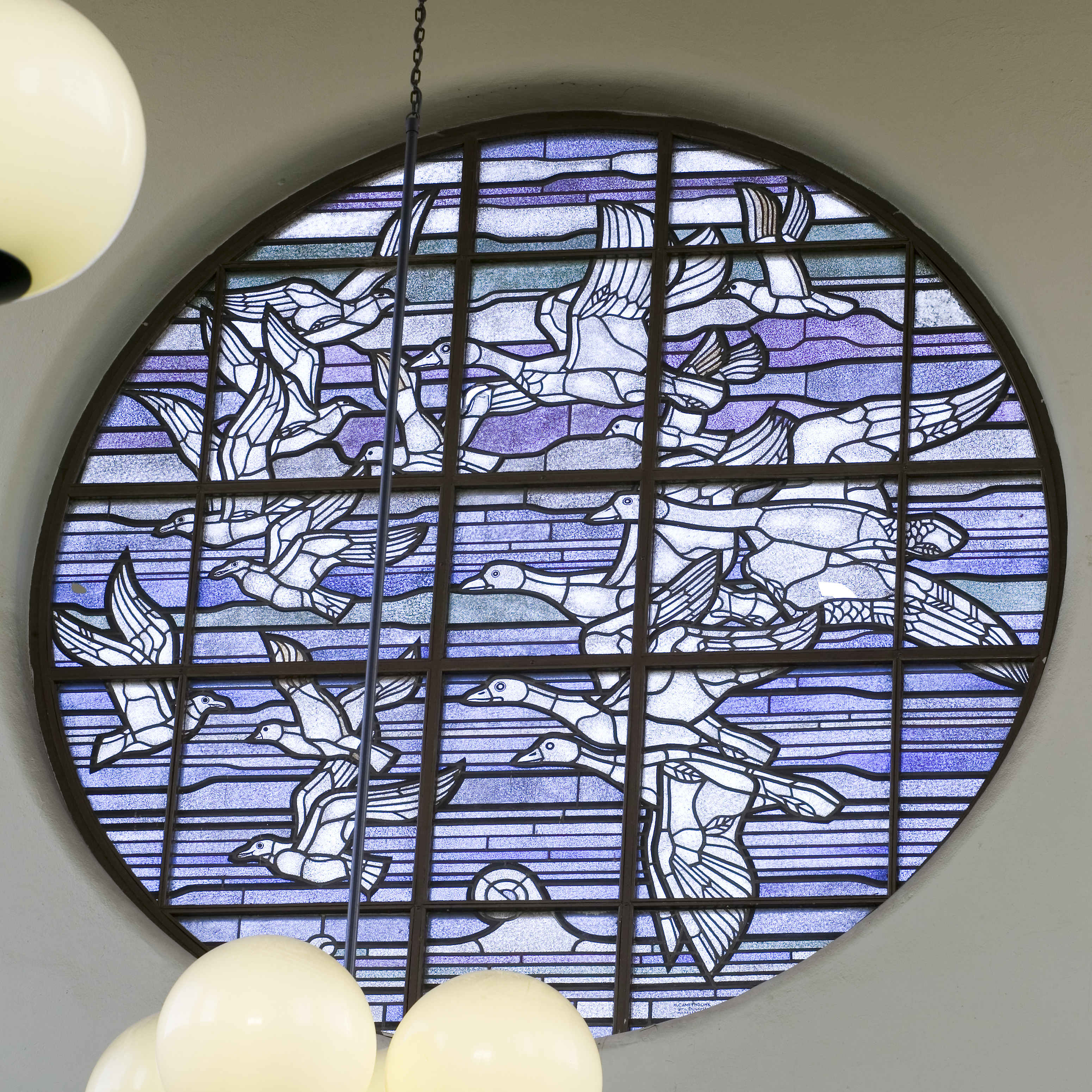
Amsterdam Muiderpoort
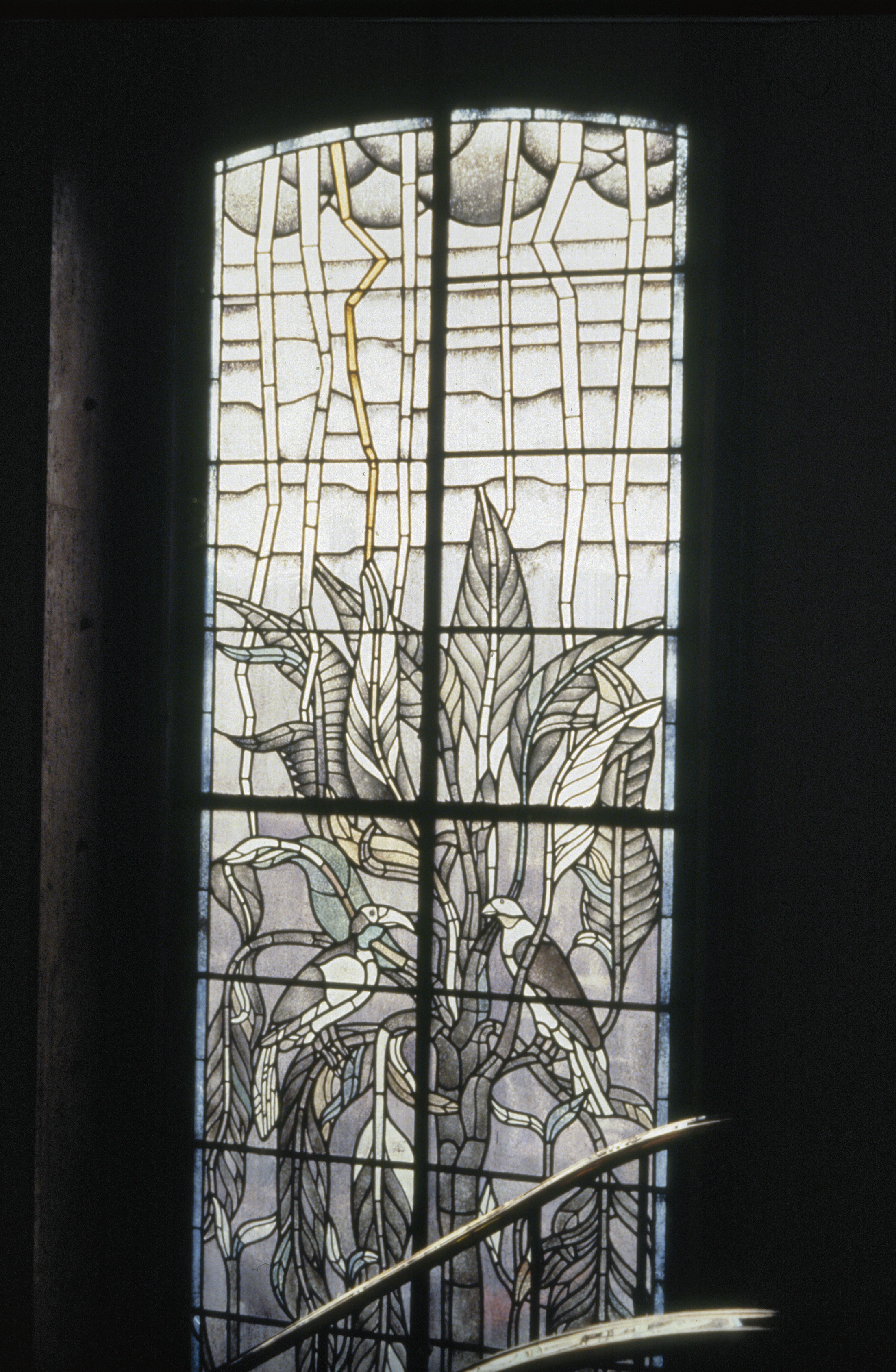
Keizersgracht 369
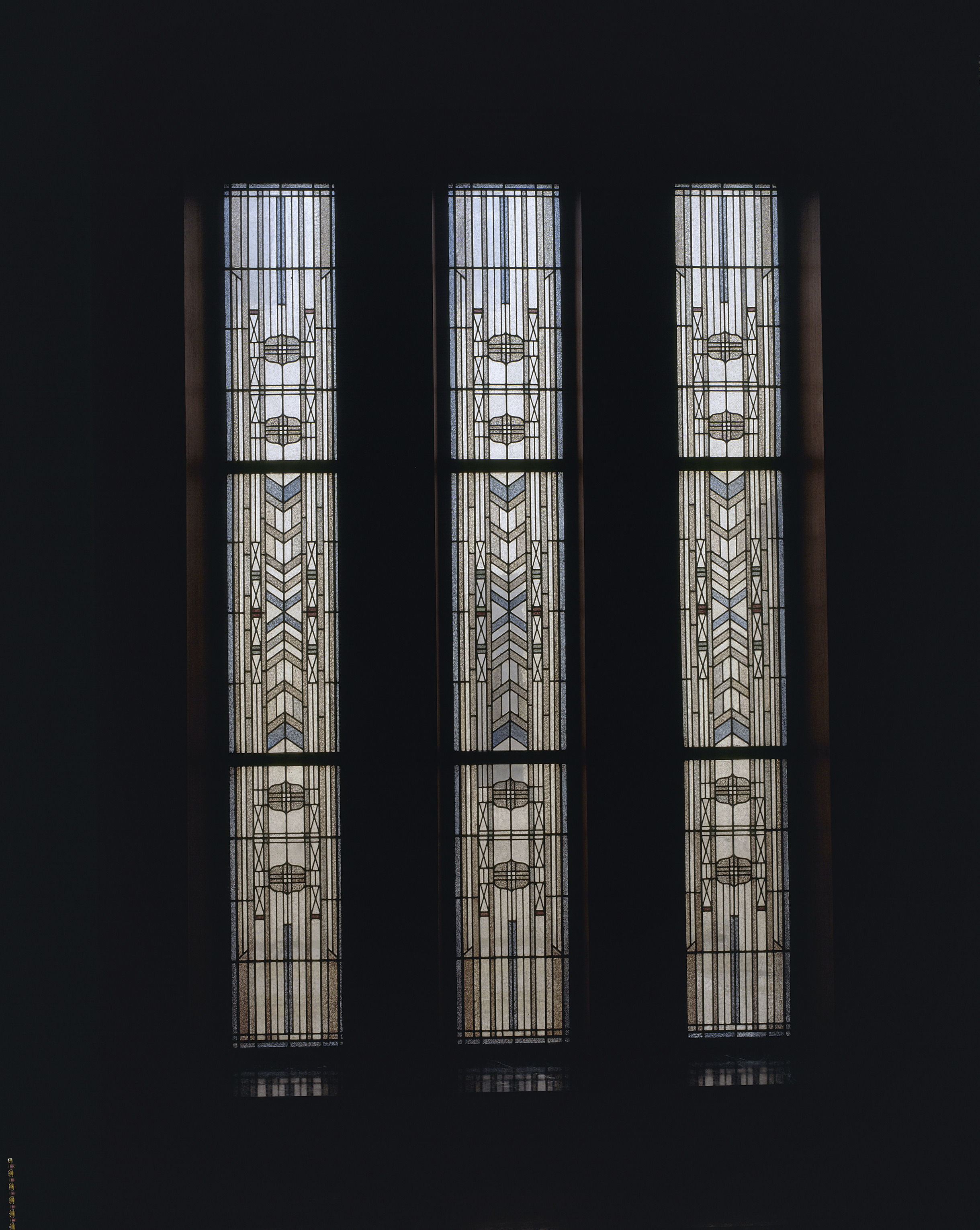
Keizersgracht 662
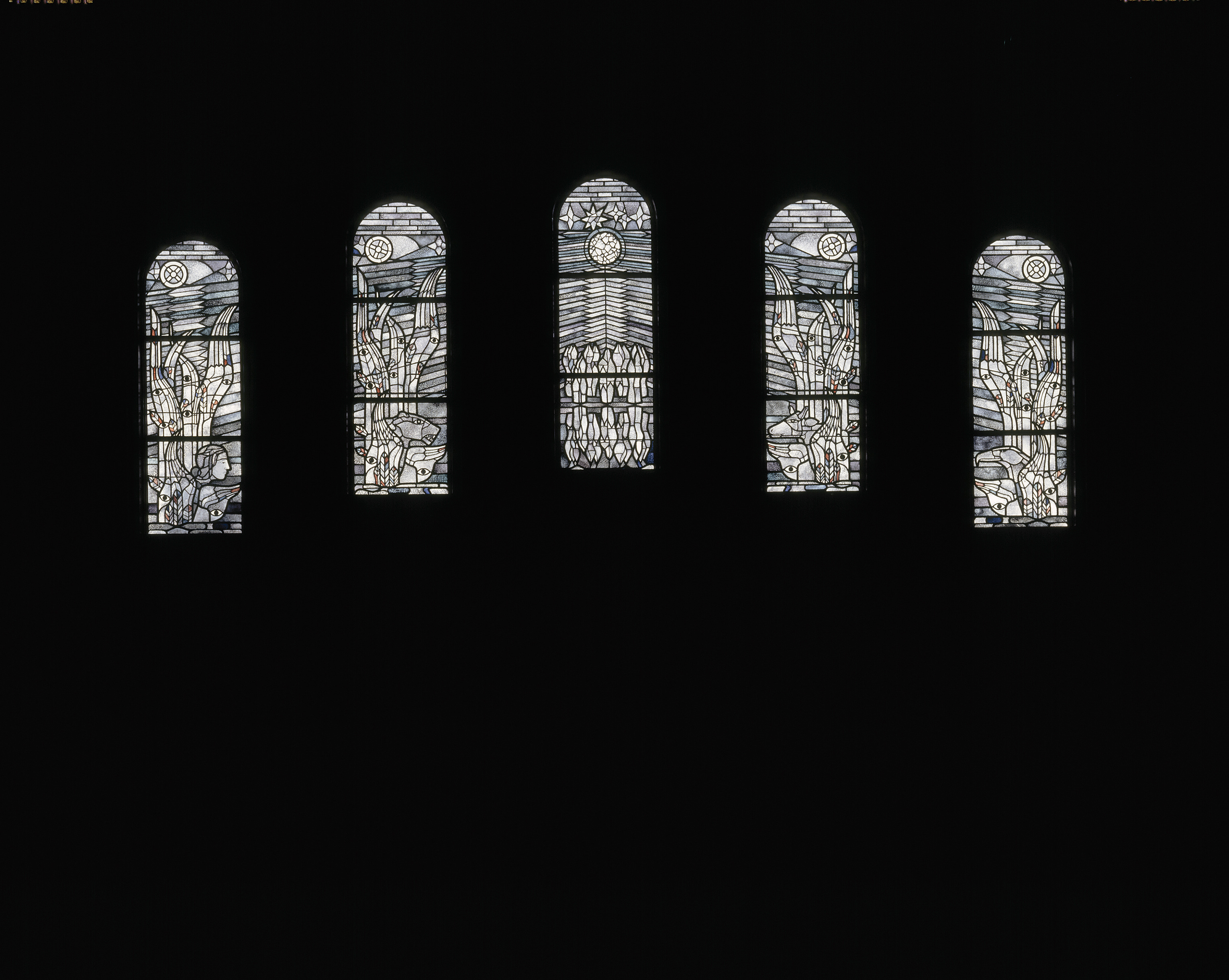
Richard Wagnerstraat 32